# 물라가시쥐
물라가시쥐(Acomys mullah)는 쥐과에 속하는 설치류이다. 지부티와 에리트레아, 에티오피아, 소말리아에서 발견된다. 자연 서식지는 아열대 또는 열대 기후 지역의 건조 관목 지대 그리고 암반 지역이다.

## 특징
작은 설치류로 꼬리 길이 95~117mm를 제외한 몸길이가 106~134mm이다. 발 길이는 15~18mm, 귀 길이는 14~18mm이다.

## 생태
땅 위에서 주로 생활하는 육상성 동물이고, 밤과 낮 모두 활동적이다. 버려진 개미집에서 다른 작은 설치류와 함께 자주 발견된다. 먹이는 무척추동물이다. 8월과 9월, 11월, 12월, 1월, 3월에 어린 새끼가 관찰된다.

## 분포 및 서식지
에티오피아와 에리트레아 남부, 지부티, 소말리아에 널리 분포한다. 해발 1,000m 이하의 암반 또는 모래 평원에서 산재된 식물들 사이에서 서식한다.